# Бентою, Паскал
Паска́л Бенто́ю (рум. Pascal Bentoiu; 22 апреля 1927, Бухарест, Румыния — 21 февраля 2016, там же) — румынский композитор.

## Биография
Образование получил в Бухаресте в 1943—1948 годах у Михаила Жоры и Фауста Николеску. В 1945—1947 годы параллельно учился на юридическом факультете Бухарестского университета. С 1947 года решает окончательно переключиться на музыку, и учится в Бухарестской консерватории. В 1953—1956 научный сотрудник Института фольклора в Бухаресте. Писал музыку к спектаклям. Автор статей о румынской музыке.
Паскал Бентою умер в Бухаресте 21 февраля 2016 года в возрасте 88 лет.

## Сочинения
- опера «Амур-лекарь» / Amorul doctor (по Мольеру, 1966, Бухарест)
- радиоопера «Жертвоприношение Ифигении» / Jertfirea Ifigeniei (по Еврипиду, радиоопера, 1968, Бухарест)
- опера «Гамлет» / Hamlet (по Шекспиру, 1974, Марсель)
- симфония № 1, op.16 (1965)
- симфония № 2, op.20 (1974)
- симфония № 3, op.22 (1976)
- симфония № 4 для духового оркестра, op.25 (1978)
- симфония № 5, op.26 (1979)
- симфония № 6 Culori, op.28 (1985)
- симфония № 7 Volume, op.29 (1986)
- симфония № 8 Imagini, op.30 (1987)

## Награды
- 1964 — Государственная премия РНР